# مگان هیلتی
مگان هیلتی (انگلیسی: Megan Hilty؛ زادهٔ ۲۹ مارس ۱۹۸۱) یک هنرپیشه و خواننده اهل ایالات متحده آمریکا است.

## بخشی از فیلمشناسی
از فیلم‌ها یا برنامه‌های تلویزیونی که وی در آن نقش داشته‌است می‌توان به آثار زیر اشاره کرد.
- شرک ۳ (۲۰۰۷)
- راز بال‌ها (۲۰۱۲)
- دزدان دریایی پری (۲۰۱۴)
- افسانه‌های از: بازگشت دوروتی (۲۰۱۴)
- قوانین صدق نمی‌کنند (۲۰۱۶)
- بتی بی‌ریخته (۲۰۰۷)
- سی‌اس‌آی (۲۰۰۹)
- کدبانوهای وامانده (۲۰۰۹)
- فینیس و فرب (۲۰۱۰)
- استخوان‌ها (مجموعه تلویزیونی) (۲۰۱۰)
- لوئی (مجموعه تلویزیونی) (۲۰۱۰)
- پنگوئن‌های ماداگاسکار (۲۰۱۱)
- مرغ ربات (۲۰۱۲)
- فمیلی گای (۲۰۱۳)
- شان دنیا را نجات می‌دهد (۲۰۱۳–۱۴)
- همسر خوب (۲۰۱۶)
- مرگ مغزی (مجموعه تلویزیونی) (۲۰۱۶)
- کشمکش خوب (۲۰۱۸)